# Denkmäler der Tonkunst in Österreich
Denkmäler der Tonkunst in Österreich (zkr. DTÖ) je řada výtisků věnovaných historické hudbě v Rakousku od doby baroka po klasicismus. Byla založena v roce 1893 a vydávána zpočátku Guido Adlerem, později Erichem Schenkem. Paralelou pro hudbu německých skladatelů jsou Denkmäler deutscher Tonkunst (zkr. DDT).